# Distretto di Mwanga
Il distretto di Mwanga  è un  distretto della Tanzania situato nella regione del Kilimangiaro. È suddiviso in 20 circoscrizioni (wards) e conta una popolazione di 148 763 abitanti (censimento 2022).

## Suddivisione amministrativa
Il distretto è diviso nelle seguenti circoscrizioni (wards), tra parentesi gli abitanti (censimento 2022):
Circoscrizioni:
1. Chomvu (7 352)
2. Jipe (3 222)
3. Kifula (7 827)
4. Kighare (5 155)
5. Kigonigoni (3 325)
6. Kileo (17 784)
7. Kilomeni (3 909)
8. Kirongwe (4 559)
9. Kirya (5 808)
10. Kivisini (2 106)
11. Kwakoa (4 359)
12. Lang'ata (9 830)
13. Lembeni (13 601)
14. Mgagao (8 904)
15. Msangeni (6 661)
16. Mwanga (23 195)
17. Mwaniko (7 272)
18. Ngujini (2 974)
19. Shighatini (7 016)
20. Toloha (3 904)